# This Is My Affair
This Is My Affair (br: A Força do Coração) é um filme policial estadunidense de 1937 dirigido por William A. Seiter e estrelado por Robert Taylor, Barbara Stanwyck, Victor McLaglen e Brian Donlevy. Foi lançado pela 20th Century Fox.

## Elenco
- Robert Taylor como tenente Richard L. Perry
- Barbara Stanwyck como Lil Duryea
- Victor McLaglen como Jock Ramsay
- Brian Donlevy como Batiste Duryea
- John Carradine como Ed
- Douglas Fowley como Alec
- Alan Dinehart como Doc Keller
- Sig Ruman como Gus
- Robert McWade como Almirante Dewey
- Sidney Blackmer como Presidente Theodore Roosevelt
- Frank Conroy como Presidente William McKinley
- Marjorie Weaver como Miss Blackburn
- JC Nugent como Ernie
- Willard Robertson como George Andrews
- Paul Hurst como Bowler
- Douglas Wood como Henry Maxwell
- John Hamilton como Diretor
- Joseph Crehan como Padre
- Lon Chaney, Jr. como Agente Federal (sem créditos)
- Edward Peil Sr. como Secretário Hayes (sem créditos)

## Recepção
Escrevendo para o Night and Day em 1937, Graham Greene deu uma boa crítica ao filme, afirmando que foi "o melhor melodrama americano do ano". Embora Greene observe os aspectos irrealistas da trama, ele elogia a "direção astuta" e expressa o prazer da "sensação de desgraça" imbuída de tensão presente em muitas cenas. Greene também elogiou a atuação de Taylor e McLaglen.

## Prêmios e indicações
| Lista de prêmios e indicações | Lista de prêmios e indicações              | Lista de prêmios e indicações | Lista de prêmios e indicações | Lista de prêmios e indicações | Lista de prêmios e indicações | Lista de prêmios e indicações |
| Ano                           | Prêmio                                     | Categoria                     | Indicado/a (s)                | Resultado                     | Ref(s)                        |                               |
| ----------------------------- | ------------------------------------------ | ----------------------------- | ----------------------------- | ----------------------------- | ----------------------------- | ----------------------------- |
| 1937                          | Festival Internacional de Cinema de Veneza | Melhor Filme Estrangeiro      | This Is My Affair             | Indicado                      | [ 2 ]                         |                               |